# 小倉進平
小倉 進平（おぐら しんぺい、1882年〈明治15年〉6月4日 - 1944年〈昭和19年〉2月8日）は、日本の言語学者。朝鮮語研究、日本語研究。日本語研究にも多くの業績があるが、特に朝鮮語研究においてその後の研究の礎を築いた。

## 経歴

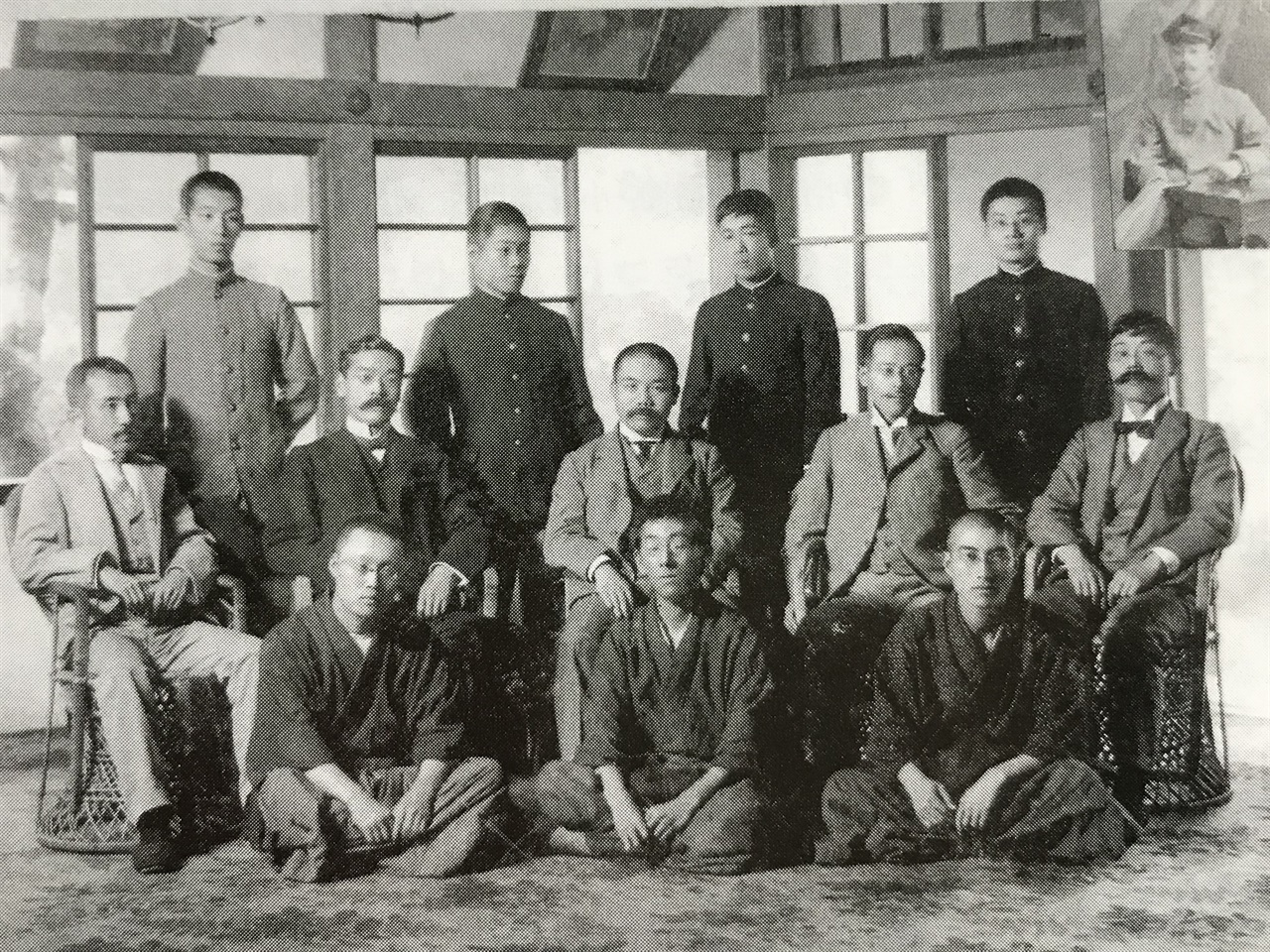
東京帝国大学言語学科（1905年）。
前列右から小倉進平、伊波普猷、神田城太郎。中列右から保科孝一、八杉貞利、上田万年、藤岡勝二、新村出。後列右から橋本進吉、徳沢（徳沢健三？）、後藤朝太郎、金田一京助。
伊波普猷生誕百年記念会編『伊波普猷 : 1876-1947 生誕百年記念アルバム』1976年、19頁。

1882年、宮城県仙台市生まれ。父は実業家・歌人の小倉茗園。1903年、東京帝国大学に入学し言語学を専攻、卒業論文は「平安朝の音韻」。その後上田萬年の下で国語学研究室助手。1911年朝鮮総督府勤務。1924～1926年にはヨーロッパおよびアメリカに留学。1926年、京城帝国大学教授。1933～1943年、東京帝国大学言語学科主任教授。
主要な業績として1920年『朝鮮語学史』(刀江書院)がある。朝鮮古文献を整理し、その語学的活動の歴史を体系化した。研究分野は古代語・文法史・方言など多岐にわたり、特に郷歌の全面解読により、新羅歌謡の全容を明らかにした功績は大きい。ライフワークであった方言研究は、遺著『朝鮮語方言の研究（上・下）』（岩波書店、1944年）に結実された。

## 受賞・栄典
- 1935年：帝国学士院恩賜賞(1929年「郷歌及び吏読の研究」(京城帝国大学法文学部紀要第一)
- 1943年：朝鮮総督府により朝鮮文化功労賞

## 家族・親族
- 父：実業家・歌人の小倉茗園。
- 兄：国文学者の小倉博。
- 弟：海洋学者の小倉伸吉、地質学者の小倉勉、建築学者の小倉強、植物学者の小倉謙。

## 著作

### 単著
- 『朝鮮語学史』大阪屋号書店、1920年11月。 NCID BN12673343。全国書誌番号:54011274。
  - 『朝鮮語学史』（増訂版）刀江書院、1940年5月。 NCID BN10236406。全国書誌番号:46024497 全国書誌番号:54006173。
  - 『朝鮮語学史』河野六郎補注（増訂補注）、刀江書院、1964年10月。 NCID BN00499679。全国書誌番号:64011448。
  - 『朝鮮語学史』河野六郎補注（増訂補注）、西田書店、1986年10月。 NCID BN15358207。全国書誌番号:87022719。
  - 『朝鮮語学史』河野六郎補注（増訂補注）、ゆまに書房〈世界言語学名著選集 第2期 東アジア言語編 第5巻〉、1999年3月。 NCID BA41118049。全国書誌番号:99074690。
- 『国語及朝鮮語のため』ウツボヤ書籍店、1920年12月。 NCID BN04616956。全国書誌番号:42030305 全国書誌番号:54006169。
- 『国語及朝鮮語発音概説』近沢印刷所出版部、1923年12月。 NCID BN14804067。全国書誌番号:53009137。
- 『南部朝鮮の方言』朝鮮史学会、1924年3月。 NCID BN11052260。全国書誌番号:43012036 全国書誌番号:54011277。
  - 『南部朝鮮の方言』（復刻版）第一書房、1981年1月。 NCID BN00104668。全国書誌番号:81016234。
- 『新羅語と慶尚北道方言』大阪東洋学会〈亜細亜研究 第1号〉、1924年6月。 NCID BN1482118X。全国書誌番号:43053222 全国書誌番号:54013355。
- 『郷歌及び吏読の研究』京城帝国大学〈京城帝国大学法文学部紀要 第1〉、1929年3月。 NCID BN14841697。全国書誌番号:46084935。
- 『仙台方言音韻考 附・浜荻』刀江書院〈言語誌叢刊 第5〉、1932年3月。 NCID BN10029999。全国書誌番号:46085986 全国書誌番号:52010916。
- 『諺文の起原及び朝鮮語の特質』中央朝鮮協会、1935年2月。 NCID BA75395254。全国書誌番号:46087677。
- 『朝鮮語に於ける謙譲法・尊敬法の助動詞』東洋文庫〈東洋文庫論叢 第26〉、1938年11月。 NCID BN10646598。全国書誌番号:46066773 全国書誌番号:52009492。
- 『言語と文字の上から見た内鮮関係』中央協和会〈協和叢書 第15輯〉、1943年10月。 NCID BA78693929。全国書誌番号:46024495。
- 『朝鮮語方言の研究』 上下巻、岩波書店、1944年6月-9月。 NCID BN04618215。全国書誌番号:46024498 全国書誌番号:54006166。

### 著作集
- 『小倉進平博士著作集』 1巻、京都大学国文学会、1974年10月。 NCID BN08366169。全国書誌番号:75026532。
  - 収録：郷歌及び吏読の研究
- 『小倉進平博士著作集』 2巻、京都大学国文学会、1975年5月。 NCID BN08366635。全国書誌番号:75026533。
  - 収録：郷歌の形式に就き土田杏村氏に答ふ, 再び郷歌の形式に就き土田杏村氏に答ふ, 郷歌・吏読の問題を繞りて, 日本紀における外来語研究, 「朝鮮館訳語」語釈, A Corean vocabulary, 西洋人によつて蒐集せられた早い時代の朝鮮語彙, 猿といふ言葉, 「在城」及び「居世干」名義考, 「本草綱目啓蒙」に引用せられたる朝鮮動植鉱物名, 「郷薬採取月令」及び「郷薬集成方」に現はれた朝鮮語動植鉱物名解釈補遺, 稲と菩薩, 朝鮮語における謙譲法・尊敬法の助動詞
- 『小倉進平博士著作集』 3巻、京都大学国文学会、1975年5月。 NCID BN08366781。全国書誌番号:75026534。
  - 収録：国語及朝鮮語発音概説, 朝鮮語のtoin-siot, 朝鮮語母音の記号表記法に就いて, 諺文のローマ字表記法, 朝鮮語「タ」、「チャ」行音中の変相, 朝鮮語の喉頭破裂音, 国語ザ行音の頭音, 南部朝鮮の方言, The outline of the Korean dialects
- 『小倉進平博士著作集』 4巻、京都大学国文学会、1975年5月。 NCID BN0836684X。全国書誌番号:75026535。
  - 収録：国語及朝鮮語のため, 朝鮮語と日本語, 朝鮮語の系統, 朝鮮語における外来語, 欧米人の朝鮮語研究の資料となつた和漢書, 朝鮮の真言集, 三韻通考と増補三韻通考に就いて, 朝鮮における韻書と玉篇との関係, 仙台方言音韻考, 故小倉進平先生と朝鮮語学（河野六郎）